# Mazarrón
Mazarrón è un comune spagnolo di 31 562 abitanti situato nella comunità autonoma di Murcia.
L'economia si basa principalmente sul turismo essendo la cittadina uno dei principali centri turistici della regione di Murcia arrivando a raggiungere i 130 000 abitanti durante il periodo estivo in particolare grazie alle spiagge di Puerto de Mazarrón e di Bolnuevo.